# Визьор
Визьор е устройство, което позволява на фотографа или оператора да композира и кадрира изображението преди заснемането му. Той предоставя визуална представа за това, което ще бъде уловено от камерата, и играе ключова роля в процеса на фотографията и видеозаснемането.

## История и развитие
Първоначално, при ранните фотографски апарати, кадрирането се е извършвало чрез наблюдение на изображението върху матово стъкло на фокалната равнина. С времето са разработени различни типове визьори, които улесняват процеса на кадриране и подобряват точността на композицията.

## Видове визьори

### Рамков визьор
Това е един от най-ранните типове визьори, състоящ се от две рамки – предна и задна, разположени на определено разстояние една от друга. Фотографът гледа през тях, за да определи приблизително какво ще влезе в кадъра. Този тип визьор е използван в стари мехови камери и някои бокс камери.

### Оптичен визьор
Оптичните визьори използват система от лещи и огледала, за да предоставят изображение на фотографа. Те могат да бъдат:
- Тунелен визьор – представлява тръба с оптични елементи, през която фотографът гледа, за да кадрира изображението.
- Телеметричен визьор – комбинира оптичен визьор с телеметрична система за прецизно фокусиране.

Оптичните визьори са популярни в много класически фотоапарати и предлагат ясна и директна визуализация на сцената.

### Шахтов визьор
Използван при огледално-рефлексните камери, този визьор позволява на фотографа да гледа надолу към матово стъкло, върху което се проектира изображението. Това изисква известна практика поради обърнатото движение на изображението, но предоставя точна представа за кадъра.

### Призмен визьор
Усъвършенстван оптичен визьор, който използва пентапризма или пентаогледало, за да предостави на фотографа изображение, което не е обърнато. Този тип визьор е стандартен за еднообективните огледално-рефлексни камери (SLR) и предлага точна и ясна визуализация на сцената.

### Електронен визьор
С развитието на цифровите технологии се появяват електронните визьори (EVF), които използват малък дисплей за показване на изображението, заснето от сензора на камерата. Те предлагат предимства като показване на реалната експонация, хистограми и други полезни данни в реално време. Електронните визьори са стандартни за безогледалните камери и предлагат множество функционалности, които улесняват работата на фотографа.

## Значение на визьора
Визьорът е от съществено значение за точната композиция и фокусиране на изображението. Той помага на фотографа да се изолира от външни разсейвания и да се концентрира върху сцената, която иска да заснеме. Изборът на тип визьор зависи от личните предпочитания, стила на снимане и специфичните изисквания на фотографа.
С развитието на технологиите визьорите продължават да се усъвършенстват, предлагайки на фотографите все по-точни и удобни начини за кадриране и фокусиране на техните изображения.